# Латексна серветка

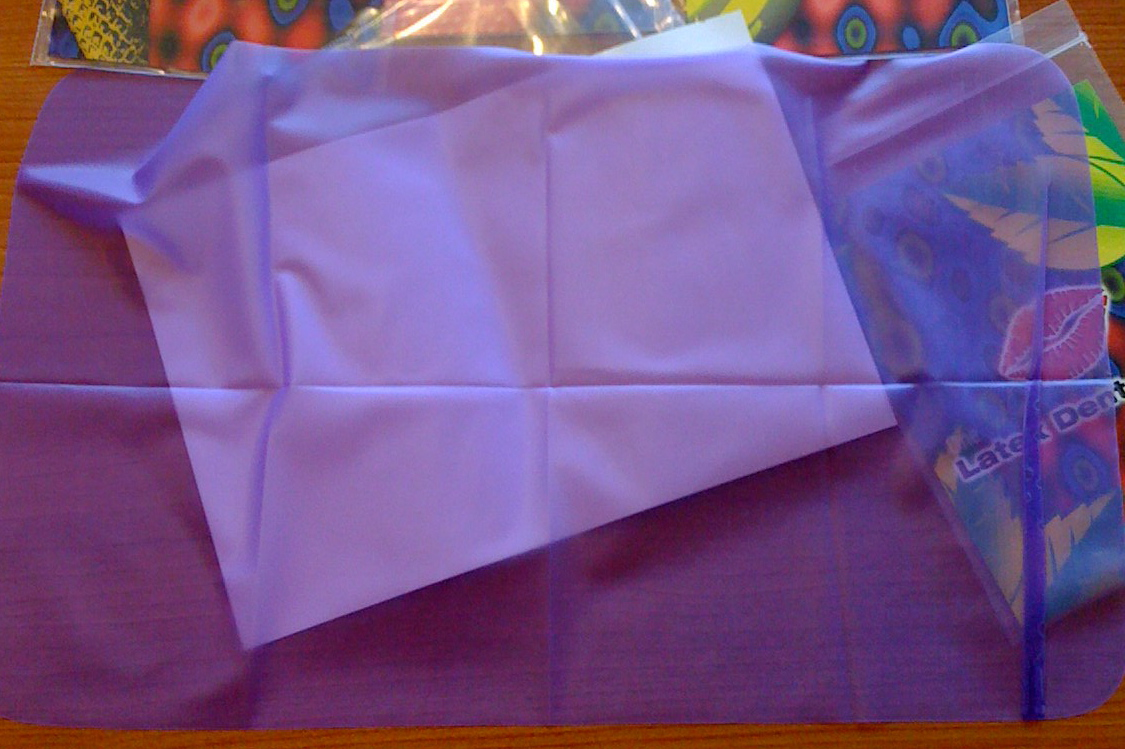
Розгорнута латексна серветка

Латексні серветки — спеціальні гігієнічні прокладки, зроблені з тонкого латексу, деякі з них ароматизовані. Латексні серветки використовують для бар'єрного захисту від ВІЛ та венеричних хвороб при оральному сексі за участі вульви або анусу. Під час кунілінгусу або анілінгусу латексну серветку прикладають до вульви або до ануса і притримують її так, щоб вона завжди була навпроти рота. При правильному використанні зменшується ризик потрапляння мікрофлори слизової оболонки вульви й вагіни або прямої кишки до порожнини рота, і навпаки. Як альтернативу використовують також розрізаний латексний презерватив, стоматологічний кофердам, харчову плівку.